# 尼康D90
尼康D90是一款由日本相機製造廠尼康生產的數碼單鏡反光相機，於2008年8月27日发布，并预定当年9月开始销售，计划取代原本的進階業餘機種D80。

## 特性
尼康的D90機型推出後，在中階（約1000美元）DSLR市場引起相當多討論。由於它是第一款可以攝錄影片的機型，同期間的佳能稍晚推出的高階全畫幅機型佳能 EOS 5D Mark II也支援類似功能。D90的錄影模式最高可達1280x720解析度（HD 720p）、24fps，並支援相容的各種交換鏡頭特性，例如使用的鏡頭如果支援 VR防手振 功能，那影片拍攝就會支援。此錄影功能在最高HD畫質模式（1280x720解析度）下被設計成每段影片錄影長度限制為5分鐘，而SD畫質模式（640x424解析度，320x216解析度）下則可錄影20分鐘。
主要的銷售版本包括內附VR防手震鏡頭的套裝版（kit set，包括一支18-105mm F/3.5-5.6G ED VR镜头）和不附鏡頭的單機版（body set）兩種。

## 榮譽
- 2008年12月，D90獲時代雜誌（Times）選為2008年年度10大科技玩意的第四名，這是該年唯一入選的相機型號（包括所有單鏡反光相機及消費型數碼相機）。[2]

- 2009年5月，D90贏得了技術影像促進協會（TIPA）的歐洲圖片和影像獎，「最佳的數碼單鏡反光相機高級」類別。[3]

## 接班者
日本的一份權威雜誌做的一份調查顯示，D90的兩款套裝於日本齊登十大暢銷型號之一；而根據日本BCNranking網站於2010年上半年的統計，D90是最熱賣的單鏡反光相機。但畢竟D90早於2008年投入市場，加上1200萬像數的影像感應器及不支援全高清錄影功能，在今天的單鏡反光相機的標準之中都顯得比較遜色。因此網路上一直有傳D90的後繼機型的出現。
隨著擁有更高像數的尼康D3100於8月19日公佈之後，2010年9月15日，尼康也終於正式公佈D90的後繼機型——尼康D7000，其功能及做工皆比D90大有進步。